# Theodate Pope Riddle
Pour les articles homonymes, voir Riddle.

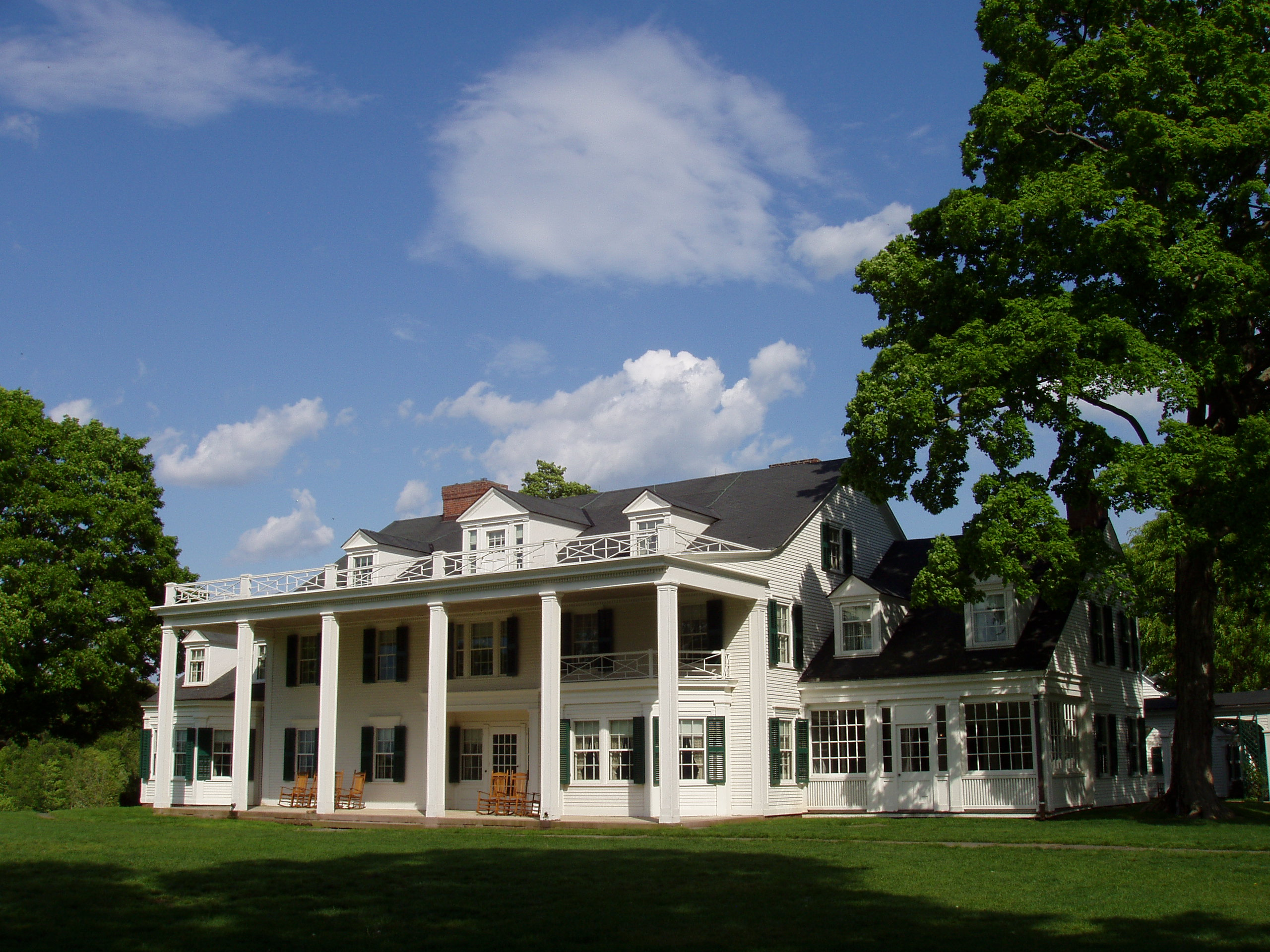
Hill-Stead Museum

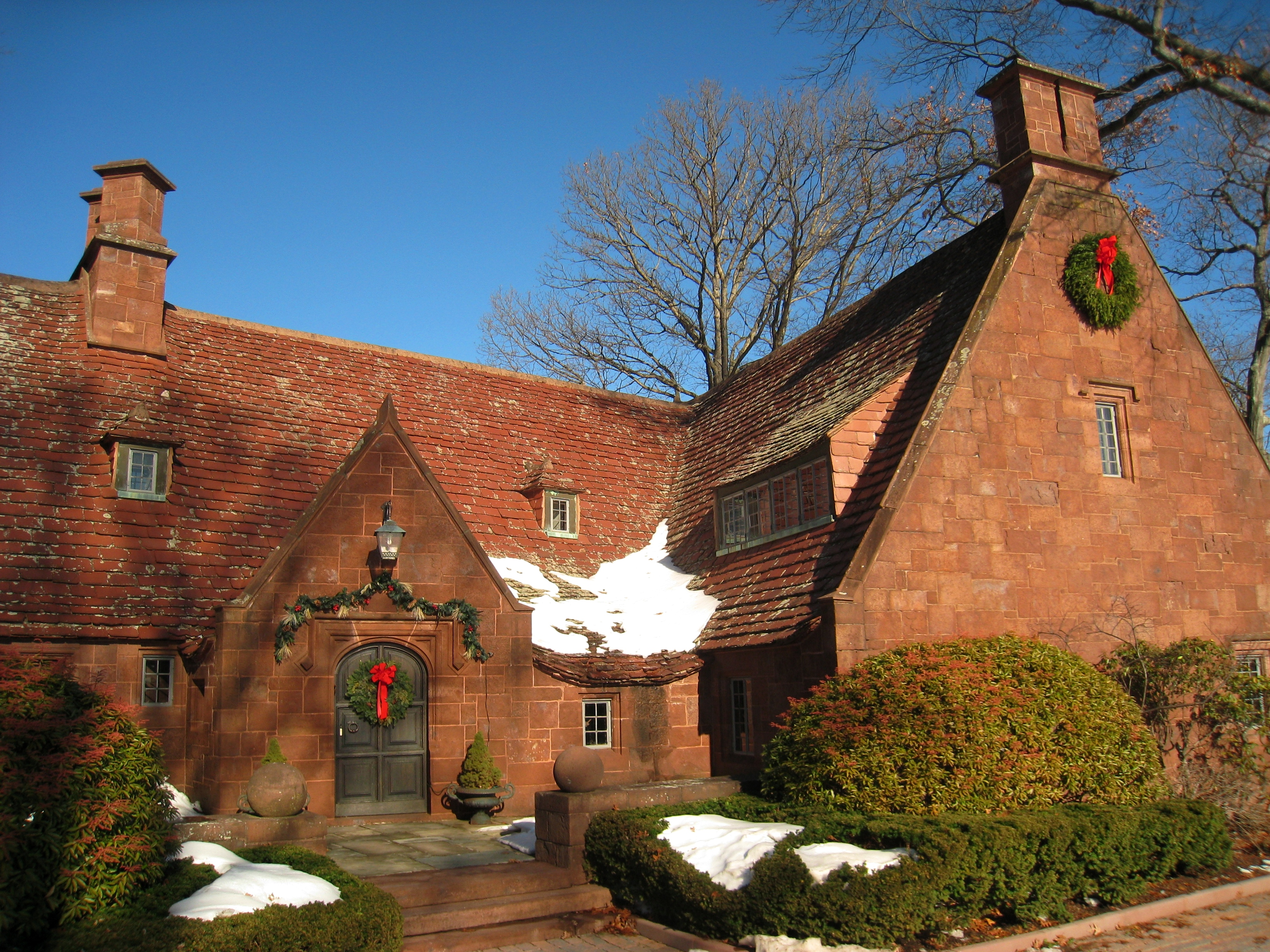
L'école Avon Old Farms

Theodate Pope Riddle (2 février 1867 à Salem - 30 août 1946 à Farmington) est une architecte américaine.

## Biographie
Née sous le nom de Effie Brooks Pope en 1867 à Salem dans l'État de l'Ohio, elle est la fille unique de l'industriel et collectionneur d'art Alfred Atmore Pope (en) et de son épouse Ada Lunette Brooks.
Quand Effie Pope a 19 ans, elle change son prénom en Theodate en hommage à sa grand-mère Theodate Stackpole. Elle est diplômée de la Miss Porter's School de Farmington dans le Connecticut. Elle dessine les plans du Hill-Stead Museum à Farmington et fonde et dessine l'école Avon Old Farms à Avon, ainsi que la Westover School. Parmi ses autres réalisations, elle réalise la reconstruction de la maison natale du président américain Theodore Roosevelt à New York. Elle est aussi la cousine germaine de la mère du célèbre architecte Philip Johnson.
Theodate Pope est membre de la Architectural League of New York, la Archaeological Institute of America et la Medieval Academy of America.
Le 1er mai 1915, elle monte à bord du paquebot britannique Lusitania en tant que passagère de première classe, en compagnie de sa femme de chambre Miss Emily Robinson et du professeur Edwin W. Friend, un autre habitant de Farmington. Le navire est torpillé par un sous-marin allemand le 7 mai. Elle est l'une des rescapés de cette catastrophe,.
Le 6 mai 1916, Theodate épouse le diplomate américain John Wallace Riddle, alors âgé de 52 ans. Elle meurt le 30 août 1946 chez elle à Farmington.